# Joanna Shields, Baroness Shields

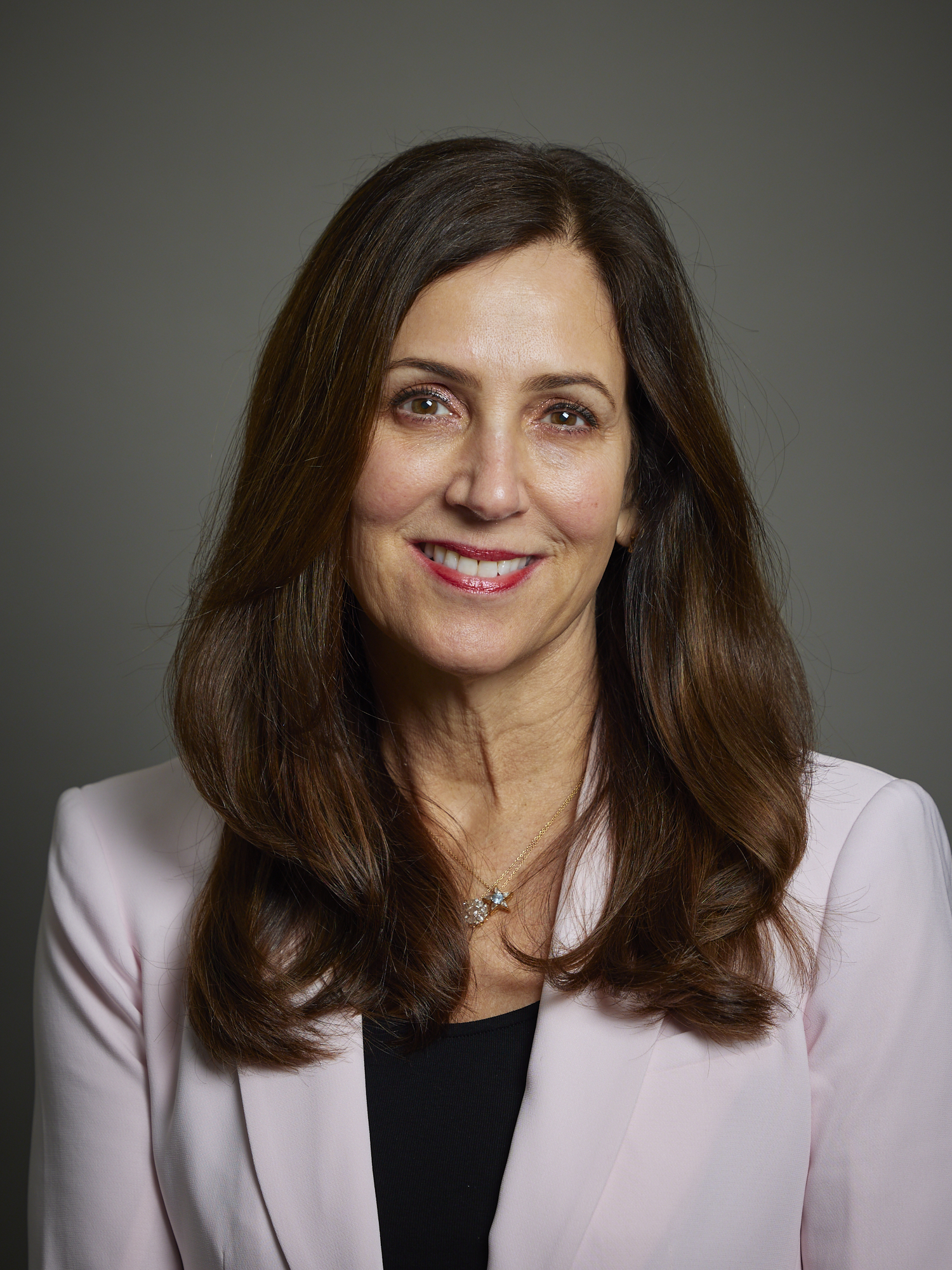
Joanna Shields, Baroness Shields (2024)

Joanna Shields, Baroness Shields, OBE (* 12. Juli 1962 in St. Marys, Pennsylvania) ist eine britische Wirtschaftsmanagerin und Politikerin der Conservative Party, die seit 2014 als Life Peeress Mitglied des House of Lords ist. Sie fungierte zudem von 2015 bis 2017 als Parlamentarische Unterstaatssekretärin für Internetsicherheit.

## Leben

### Studien und Wirtschaftsmanagerin
Joanna Shields, zweites von fünf Kindern, begann nach dem Schulbesuch ein Studium an der Pennsylvania State University, welches sie 1984 mit einem Bachelor of Science (B.Sc.) beendete. Ein darauf folgendes postgraduales Studium der Fachrichtung Management an der George Washington University schloss sie 1987 mit einem Master of Business Administration (MBA) ab und begann ihre berufliche Laufbahn in Washington, D.C. 1989 zog sie ins Silicon Valley und war zunächst Produktmanagerin sowie später Vizepräsidentin für Produktionssysteme von Electronics for Imaging (EFI), ein 1989 gegründetes internationales Unternehmen, das auf digitale Drucktechnologie spezialisiert ist. Nachdem sie EFI 1997 verlassen hatte, wurde sie erst Chief Executive Officer (CEO) des Telekommunikationsunternehmens Veon und danach CEO des Streaming Mediaunternehmens RealNetworks für den Wirtschaftsraum EMEA (Europe, the Middle East and Africa), ehe sie im Anschluss zur Direktorin für Syndizierung und Partnerschaften für den Wirtschaftsraum EMEA bei Google ernannt wurde.

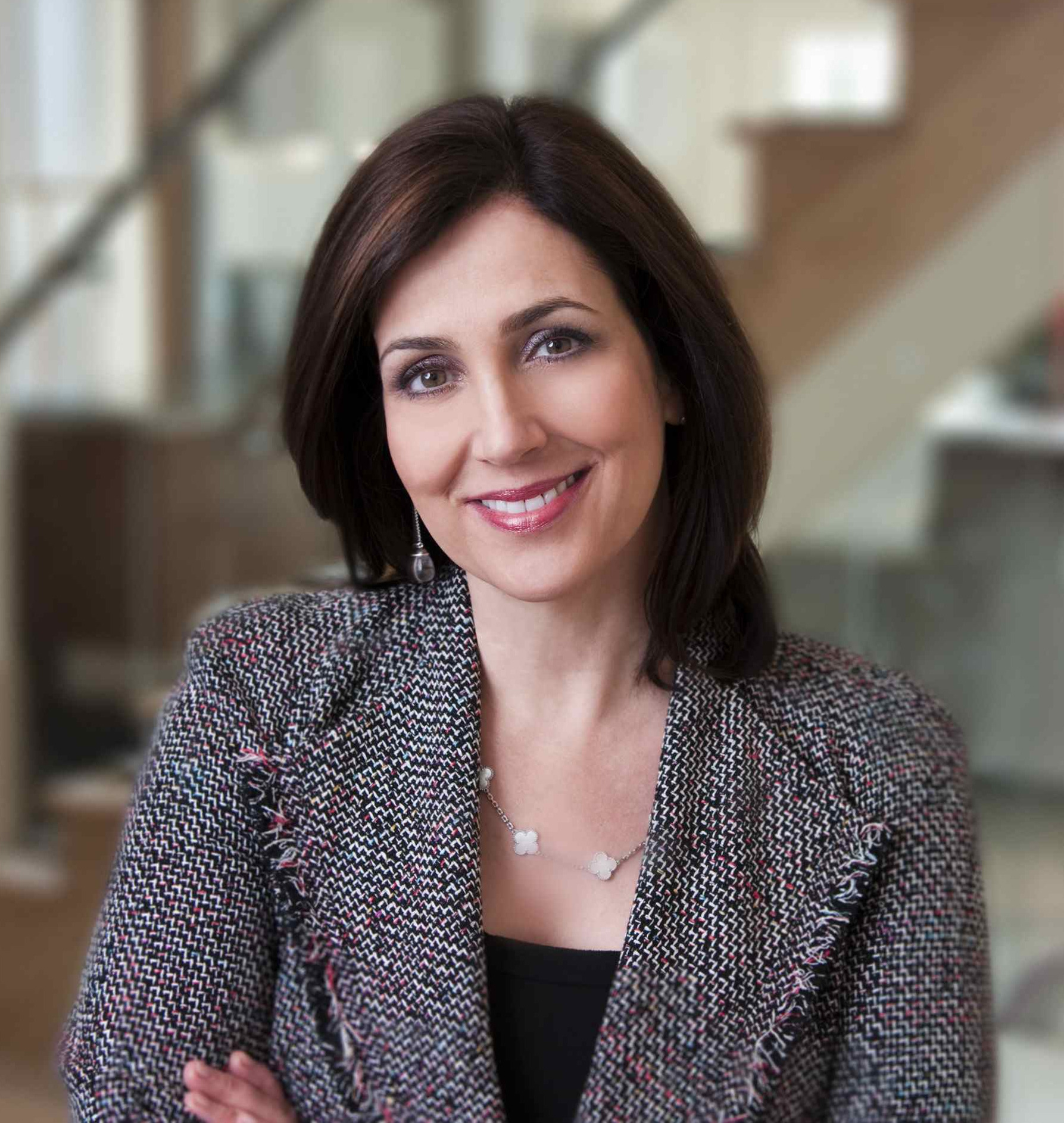
Joanna Shields (2011).

Ende 2006 wurde Shields durch Vermittlung der Wagniskapital-Beteiligungsgesellschaft Benchmark Capital CEO des Social-Networking-Start-up-Unternehmens Bebo und führte in diese Funktion bei Bebo Open Media ein, wodurch Bebos Plattform für Medienunternehmen geöffnet wurde und es Medieninhabern ermöglichte, ihre Inhalte zu monetarisieren, sowie Bebo Originals, eine Reihe von Online-Shows, wobei das erste Bebo-Original KateModern für zwei BAFTA-Awards nominiert wurde. Nachdem sie im Mai 2008 maßgeblich die Übernahme von Bebo durch AOL für 850 Millionen US-Dollar durchgeführt hatte, war sie kurzzeitig Direktorin der neu geschaffenen People Networks von AOL in New York City und für die Aufsicht der sozialen und Kommunikationsressourcen des Unternehmens wie beispielsweise AOL Instant Messenger und ICQ zuständig. Bebos Entwicklung wurde unter Shields 2009 mit der Veröffentlichung von Timeline fortgesetzt, dem ersten sozialen Netzwerk, das Lebensereignisse linear organisiert und darstellt. Die Timeline wurde schließlich zum Standard in sozialen Netzwerken, als Facebook die Funktion 2012 veröffentlichte. 2009 wurde sie von ihrer ehemaligen Google-Kollegin Sheryl Sandberg angeworben, um als Vizepräsidentin und Geschäftsführende Direktorin von Facebook für den Wirtschaftsraum EMEA zu arbeiten. Danach war sie von Januar 2013 bis Mai 2015 Wirtschaftsbotschafterin für die Digitalindustrie sowie zugleich Vorstandsvorsitzende und CEO der Tech City Investment Organisation (TCIO), ein Technologiecluster und Wissenschaftspark von High-Tech-Unternehmen im Osten Londons. 2013 wurde sie in die erste 100 Women-Liste der BBC der 100 „inspirirenden und einflussreichen“ Frauen dieses Jahres aufgenommen.

### Oberhausmitglied und Parlamentarische Unterstaatssekretärin

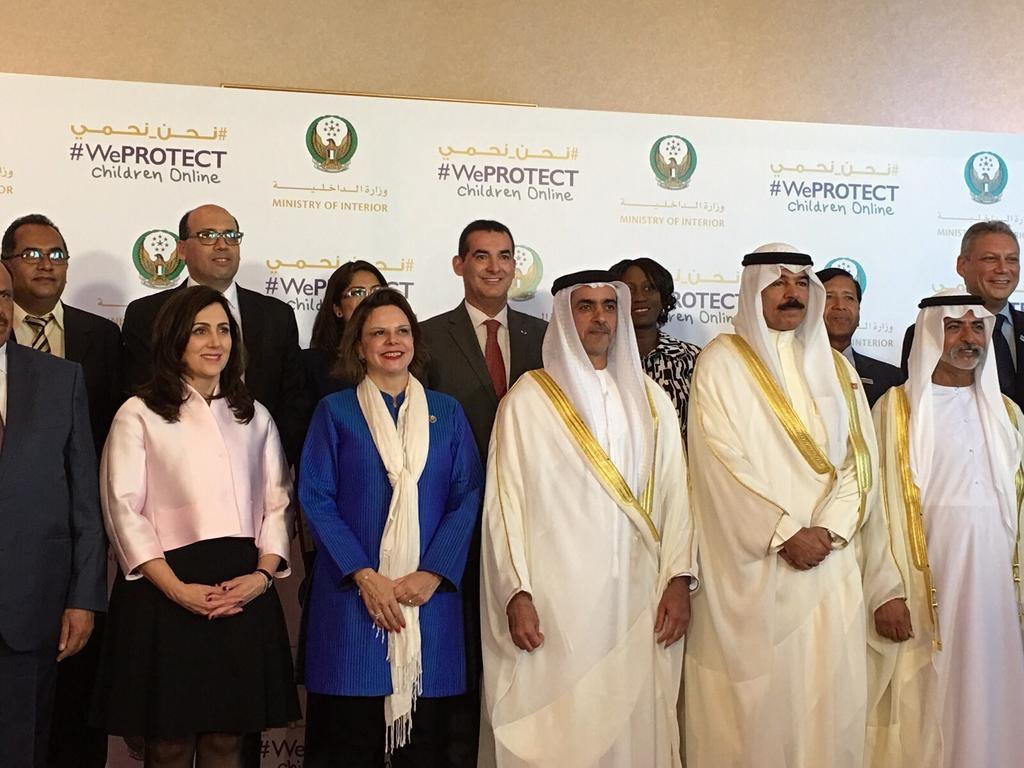
Baroness Shiels bei einem Treffen der WeProtect Global Alliance in Abu Dhabi (15. März 2016).

Sie war zwischen Juni 2014 und Mai 2015 Beraterin für die digitale Wirtschaft von Premierminister David Cameron und wurde 2014 als Officer des Order of the British Empire (OBE) ausgezeichnet. Am 16. September 2014 wurde Joanna Shields für die Conservative Party als Baroness Shields, of Maida Vale in the City of Westminster, zur Life Peeress der Peerage of the United Kingdom erhoben und damit Mitglied des House of Lords, des Oberhauses des britischen Parlaments. Im Kabinett Cameron II (8. Mai 2015 bis 13. Juli 2016) sowie im Kabinett May I (13. Juli 2016 bis 11. Juni 2017) übernahm sie ohne Vergütung den Posten einer Parlamentarischen Unterstaatssekretärin für Internetsicherheit (Parliamentary Under-Secretary of State for Internet Safety and Security), wobei sie zwischen dem 13. Mai 2015 und dem 21. Dezember 2016 erst dem Ministerium für Digitales, Kultur, Medien und Sport (Department for Digital, Culture, Media and Sport) sowie im Anschluss vom 21. Dezember 2016 und dem 15. Juni 2017 dem Innenministerium (Home Office) unterstand. Im Mai 2016 verlieh ihr ihre Alma Mater, die Pennsylvania State University, einen Ehrendoktor der öffentlichen Dienste (Doctorate in Public Service, Honoris Causa) und fungierte zudem zwischen Dezember 2016 und Februar 2018 als Sonderbeauftragte für Internetkriminalität und -schäden von Premierministerin Theresa May.
Im Anschluss war Baroness Shields zwischen Mai 2018 und September 2023 als Group CEO von BenevolentAI tätig, einem in London ansässigen medizinischen Startup, und wurde danach 2023 Chief Executive Officer des Unternehmens Precognition. Aus ihrer Ehe mit Andy Stevenson, Sportdirektor des Formel-1-Teams Aston Martin F1 Team, ging ein Kind hervor.